# Arnebia nepalensis
Arnebia nepalensis är en strävbladig växtart som först beskrevs av S. Kitamura, och fick sitt nu gällande namn av Hiroshi Hara. Arnebia nepalensis ingår i släktet Arnebia och familjen strävbladiga växter. Inga underarter finns listade i Catalogue of Life.